# فينتوي
فينتوي بالإنجليزية ( Ventoy ) و برنامج مجاني ومفتوح المصدر يُستخدم لتهيئة وإنشاء محركات أقراص يو إس بي قابلة للإقلاع بطريقة مباشرة وسهلة. ويتميز فينتوي
بمرونته، حيث لا يحتاج المستخدم إلى إعادة تهيئة محرك اليو إس بي كلما رغب في إضافة ملفات جديدة. بمجرد تثبيته على اليو اس بي ، كل ما عليك هو نسخ ملفات التثبيت مثل .iso أو .wim أو .img أو .vhd(x) أو .efi إلى محرك اليو إس بي، وسيتولى فينتوي الباقي ويجعل اليو اس بي جاهزًا للإقلاع. يعرض فينتوي للمستخدم قائمة إقلاع لاختيار أحد ملفات التثبيت الموجودة على محرك اليو إس بي.

## المميزات
مكن تثبيت فينتوي على يو اس بي أو قرص صلب أو اس اس دي أو بطاقة ذاكرة رقمية آمنة، وسيقوم بالإقلاع مباشرة من ملفات .iso أو .wim أو .img أو .vhd(x) أو .efi المضافة. حيث لا يقوم فينتوي باستخراج ملف الصورة إلى محرك اليو إس بي، بل يستخدمه مباشرة، حيث يحتوي على خاصية فك الضغط ويقوم بذلك أثناء عملية التثبيت. من الممكن وضع عدة صور ISO على جهاز واحد واختيار الصورة للإقلاع منها من القائمة التي تظهر فور الإقلاع فينتوي.
ايضا يتميز فينتوي بدعم أنماط تقسيم MBR و GPT، وواجهة النظام الأساسي للإدخال والإخراج القديمة.

## انظر ايضا
صورة القرص